# Krimszk
Krimszk, (orosz nyelven: Крымск) város Oroszországban, a Krasznodari határterületen. A Krimszki járás székhelye, közelében repülőtérrel. Népessége a 2010-es népszámláláskor 57 382 fő volt.

## Fekvése
A város a Kubán-alföld déli részén, a Kaukázus északnyugati nyúlványainál, az Adagum (a Kubán mellékfolyója) partján fekszik. Krasznodartól országúton 105 km-re nyugatra, Novorosszijszk tengeri kikötőtől 53 km-re északkeletre helyezkedik el. Vasúti csomópont a Krasznodar–Novorosszijszk közötti vonalon.

## Története

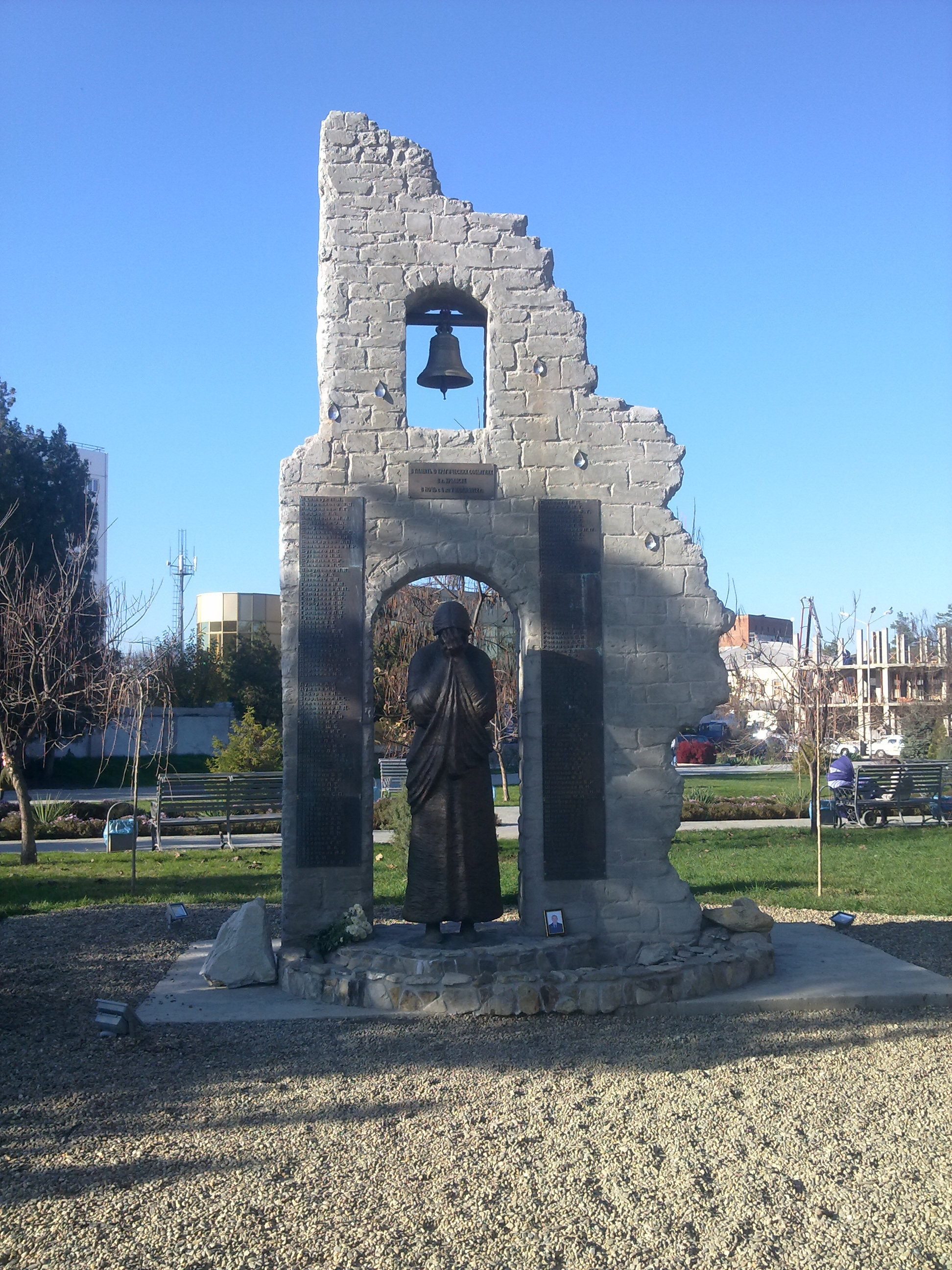
Emlékmű a városban

A település neve onnan ered, hogy 1858-ban a környéken a Krími gyalogezred 140 – szolgálatát befejező – katonája kapott földet. Ekkor erődöt is építettek. Az obsitosok volt egységük tiszteletére adták eredetileg az erődnek a Krími (Krimszkaja) nevet. 1862-ben az erőd kozák településsé, sztanyicává fejlődött. 1885–1888-ban Krimszken át épült meg a Jekatyerinodar (a mai Krasznodar) és Novorosszijszk közötti vasútvonal. 1930-ban nagy konzervgyárat helyeztek üzembe a településen. 1930–1938 között a Görög nemzetiségi járás székhelye volt. 1958-ban kapott városi rangot.
2012. július 7-ére virradó éjjel a várost katasztrofális árviz öntötte el, mely nagyon sok halálos áldozattal is járt. Az újjáépítésre a központi költségvetésből 9 milliárd rubelt különítettek el.

## Éghajlata
Krimszk klímája nedves szubtrópusi klíma (Köppen klímaosztályozása Cfa). 

## Növénynemesítés
Krimszk ismert kísérleti növénynemesítő állomásról, amelynek fontos tudományos gyűjteményében többek között zöldborsó, kukorica, paradicsom, paprika, padlizsán, uborka, alma, szilva, őszibarack, körte, kajszibarack és a szamóca nemesítése is folyik. Az állomás birsgyűjteményei a legnagyobbak és legfontosabbak Oroszországban vagy a volt Szovjetunió bármely részén. A 9000 csonthéjas magvú gyümölcs Prunus alany közül mintegy 5000 és 6000 között van a vadon élő fajok és formák száma, ezek közül 500–1000 helyi fajtát és 2000–3000 tenyésztési anyagot használnak.